# Eriachne
Eriachne, rod trajnica ili jednogodišnjeg raslinja iz porodice trava smješten u vlastiti tribus Eriachneae, dio je potporodice Micrairoideae. Tribusu pripada rod Eriachne sa 50 vrsta iz suptropske i tropske Azije i Australije, dok je Pheidochloa njegov sinonim